# 鄧賢
鄧賢（1953年6月—），男，四川成都人，中國作家。以写作纪实文学而著称。

## 生平
出生於一個高級知識分子家庭。年轻时曾在云南边疆生产建设兵团当了七年知青，为建设贫穷落后的农村洒下了辛勤的汗水。他的纪实文学作品获得全国报告文学奖，优秀文学作品奖等。后来，他又接连发表了几部描写中国知青的文学作品，被誉为“知青作家”。1982年毕业于云南大学中文系。

## 作品
鄧賢已出版《邓贤文集》多卷, 以及《大国之魂》,《中国知青梦》,《天堂之门》,《中国知青终结》,《流浪金三角》,《黄河殇：1938·花园口》等作品, 多部作品翻译成英文、日文在国外出版。曾获两届全国报告文学奖、首届徐迟文学奖、全国纪实文学特等奖。

### 小說
1. 《大國之魂》（1992年，天地，ISBN 9622575285）

《大国之魂》，描写二战期间发生在中、印、缅战区有关中国远征军浴血抗战的长篇纪实文学。全书约三十一万二千字，一九九零年十二月由北京《当代》杂志发表，一九九一年十一月由人民文学出版社出版，一九九二年由香港天地图书有限公司、台湾风云时代出版有限公司分别在海外出版发行。该书一九九三年获中国国家新闻出版总署“全国优秀图书编辑一等奖”。一九九四年十二月获中国“人民文学奖”，同月再获成都市人民政府“第三届金芙蓉文学奖一等奖”。一九九五年二月获中国文化部、广播电视部、共青团中央、国家新闻出版总署颁发的“首届中国青年优秀图书奖”。该书被选入《世界反法西斯文学书系》第四十六卷。
《大国之魂》在一九九五年被中国电影艺术研究中心和峨嵋电影制片厂联合改编摄制为十集电视连续剧《中国远征军》。
《中国知青梦》，描写二十世纪六、七十年代中国“文化大革命”中，大批城市学生下放农村和边疆劳动生活的长篇纪实文学。全书约二十七万六千字，一九九二年十月由北京《当代》杂志发表，一九九三年二月由人民文学出版社出版。全国有两百家报纸杂志转载，美国加州《天天日报》转载达三个月。该书获《人民日报》“时代潮”杂志“一九九二年华业杯全国优秀纪实文学特等奖”。一九九四年十二月获中国“人民文学特别奖”。一九九五年五月获中国“1992—1993年度全国报告文学大奖”。
《落日》，描写一九三七年中日战争爆发，日军进攻上海到南京陷落期间发生的一系列故事。全书四十五万字，一九九五年二月由北京《当代》杂志发表，当年由全国十几家报纸杂志转载。一九九六年四月由北京国防大学出版社出版。
长篇小说《天堂之门》。1998年由中国文史出版社出版，描写下乡知青返城后在现代社会中沉浮起落的个人命运。该书被评论家称为“后知青小说”的代表作。获 1999年四川省“王森杯”文学奖。

### 纪实文学
长篇纪实文学《流浪金三角》。2000年《当代》杂志第三期节选发表，同年6 月由人民文
学出版社出版。该书描写金三角长达半个世纪的历史沧桑巨变，深入揭示生活在那个特殊地区的人群与环境的复杂关系，同时刻画了一群作为流浪者的华人难民的巨大命运悲剧。该书一出版即在读者中引起强烈反响。
《中国知青终结》。2004年《当代》杂志发表，人民出版社出版。记录了一批跨越国境、支援世界革命的知青们的命运。回味三十年前那沸腾的热血，怀念艰苦的乡村生活，追忆牺牲的知青战友，正渐渐成为一代人的精神珍惜。
纪实文学《黄河殇》。2006年由人民文学出版社8月初出版。继讲述飞虎队抗战、淞沪会战后，关注起68年前武汉会战的花园口决堤，无疑是抗日作品“惊艳”又一枪。淞沪抗战失败，首都南京陷落，徐州会战失利，国民党军队全线败退，武汉及后方城市频遭轰炸，抗战局势不断恶化之际，国民党内部的矛盾斗争也不断白热化。日军大举反攻，开封失守，郑州被围，京汉铁路被切断，武汉危在旦夕。国民政府被迫下令花园口掘堤，“以水代兵”，一时间黄水滔滔，千里中原顿成泽国，千百万老百姓或为鱼鳖，或为饿殍，无家可归流离失所，此乃人类战争史上最大的人为灾难之一，也是日军侵略中国的滔天罪行和如山铁证！
《大转折——决定中国命运的700天》。2010年由中南出版传媒集团湖南人民出版社出版发行。描写中华人民共和国成立前三次大转折，是难得一见的纪实文学原创作品(由于作品的特殊性和敏感性，该类题材作品基本上都是“编著”，极少原创)，书中着重刻画的毛泽东和蒋介石这一对决定中国历史命运的生死对手和领袖人物形象，则更是为当代文学作品中所鲜见。